# 응용미술

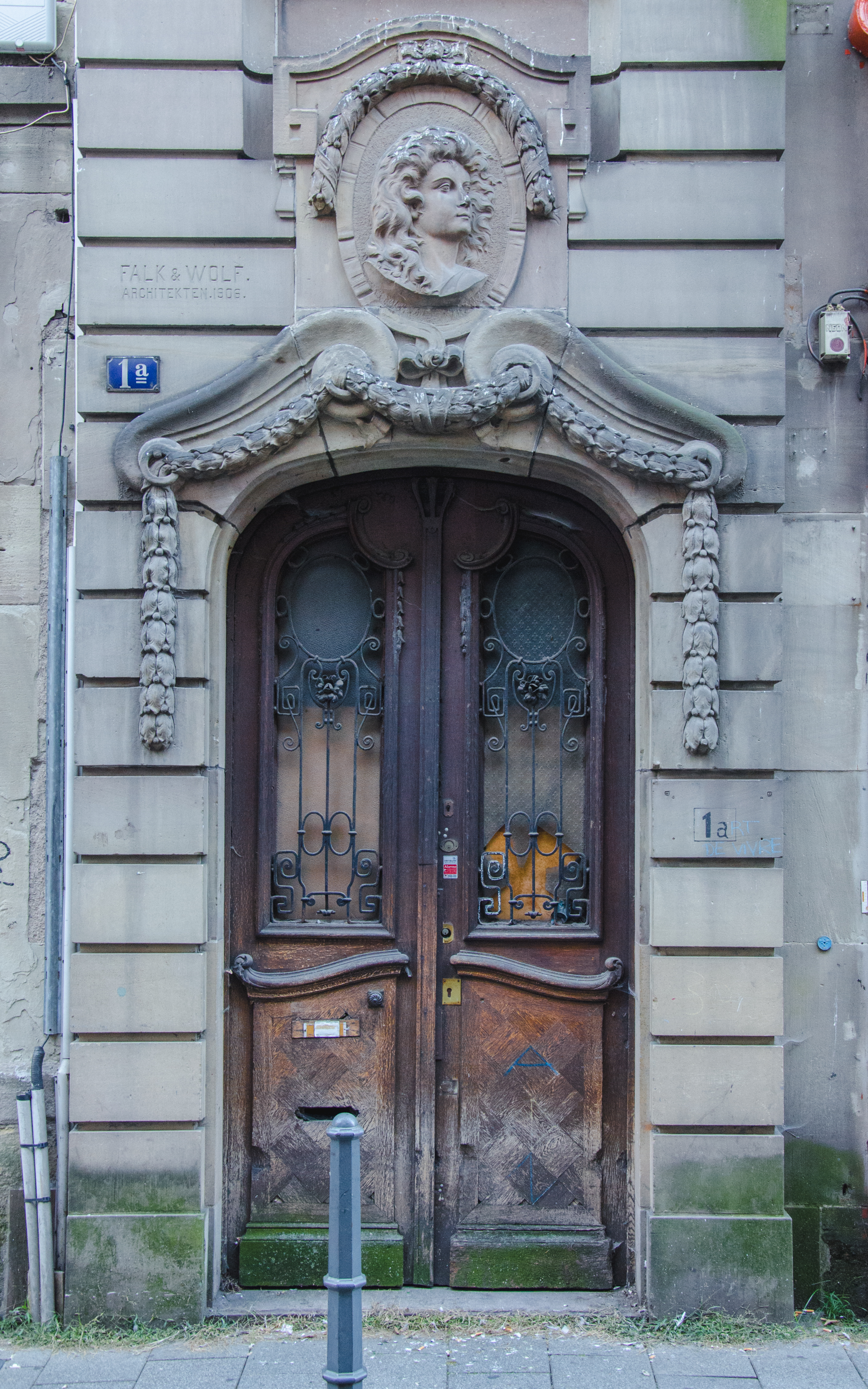
악기매장으로 사용되었던 응용미술연구소 출입문의 비대칭 박공과 장식

응용미술(應用美術, 영어: applied arts)은 미술을 일용품이나 행사 등에 응용하는 것 또는 이 과정을 의미하며 예술 작품이 아닌 실생활에 주로 쓰이는 물건을 만들거나 꾸미는 미술이며 실제적인 효용에 목적을 둔 미술이다. 미술이 지적 흥분과 이론적인 감각을 주는 반면, 응용미술은 디자인과 장식(decoration)을 접목한다. 장식 미술과 비슷하지만, 별도의 개념으로 여겨진다. 산업 디자인, 시각 디자인, 그래픽 디자인, 패션 디자인, 인테리어 디자인, 장식 미술, 실용 미술 등의 분야는 응용 미술로 간주하고 있다. 도자기, 직물, 보석, 유리 제품, 가구, 장난감, 자동차, 일렉트릭 기타, 영화의 포스터, 오래된 광고 등 상업적인 환경에서 다양한 형식 이미지 등이 수집 대상이 된다.

## 사조
다음과 같은 미술 사조가 응용미술과 연관이 있다. 신고전주의와 고딕 미술이 응용 미술과 순수 미술 모두를 아우른다.
- 아르 누보
- 아르 데코
- 아트 앤 크래프트 운동
- 바우하우스

## 응용미술관
- 바우하우스 아카이브

- 응용미술관 (부다페스트)
- 응용미술관 (빈)
- 응용미술관 (베오그라드)
- 빅토리아 앨버트 박물관

## 같이 보기
- 예술지상주의
- 장식 예술
- 미술
- 조각
- 회화

## 참고 문헌
1. ↑  "Applied art" in The Oxford Dictionary of Art. Online edition. Oxford University Press, 2004. www.oxfordreference.com.